# Bataille de Megiddo (1918)
Pour les articles homonymes, voir Bataille de Megiddo.
Première Guerre mondiale
Batailles
Front du Moyen-Orient
- Afrique du Nord
- Caucase
- Perse
- Dardanelles
- Mésopotamie
- Sinaï et Palestine
- Arménie
- Ctésiphon (11-1915)
- Kut-el-Amara (12-1915)
- Romani (8-1916)
- Magdhaba (12-1916)
- Révolte arabe
- Rafa (1-1917)
- Bagdad (3-1917)
- 1re Gaza (3-1917)
- 2e Gaza (4-1917)
- Aqaba (7-1917)
- Beer-Sheva (10-1917)
- 3e Gaza (11-1917)
- Jérusalem (12-1917)
- Megiddo (9-1918)
- Damas (9-1918)
- Alep (10-1918)

Front d'Europe de l’Ouest
Front italien
Front d'Europe de l'Est
Front des Balkans
Front africain
Bataille de l'Atlantique
La bataille de Megiddo (en turc : Megiddo Muharebesi), que les Turcs connaissent aussi sous les noms de bataille de Naplouse (en turc : Nablus Meydan Muharebesi), percée de Naplouse (en turc : Nablus Yarması) et déroute de Naplouse (en turc : Nablus Hezimeti), constituent une série d'affrontements s'étant déroulés du 19 au 21 septembre 1918 dans les plaines de Sharon et d'Esdraelon et ayant aboutit à l'effondrement de l'armée ottomane au Levant. 
La bataille de Megiddo est la dernière offensive alliée de la campagne du Sinaï et de la Palestine lors de la Première Guerre mondiale. Le général britannique Edmund Allenby est à la tête de la Force expéditionnaire égyptienne composée de trois corps d'armée dont l'un formé de troupes montées. L'Empire ottoman dispose dans la région de trois armées, chacune équivalant à un corps d'armée de troupes alliées.
La série de combats a eu lieu dans le centre et le nord de la Palestine et dans certaines parties actuelles de Syrie et de Jordanie. Les forces des tribus arabes révoltées, organisées par Lawrence d'Arabie, attaquent les lignes de communication ottomanes, obligeant les Ottomans à disperser leurs troupes. Les divisions d'infanterie britanniques et indiennes attaquent les lignes de défense ottomanes le long de la côte et percent les lignes lors de la bataille de Sharon (en). Le Desert Mounted Corps franchit la brèche et tente d'encercler les 7e et 8e armées ottomanes qui se battent dans les monts de Judée. Dans le même temps se déroule l'attaque sur Naplouse (en) dans les monts de Judée et sur le Jourdain. La 4e armée ottomane est attaquée dans les collines de Moab à Salt et à Amman.
Plusieurs dizaines de milliers de prisonniers sont capturés à la suite de ces combats et les Britanniques font main basse sur le vilayet de Syrie dans les jours qui suivent. Au moment de la signature de l'armistice de Moudros, mettant fin aux hostilités entre les Alliés et les Ottomans, des opérations militaires sont en cours à Haritan, au nord d'Alep.

## Situation
L'ancienne forteresse de Megiddo se dresse sur Tell el Mutesellim (Tel Megiddo), sur le col Musmus près de El Lajjun. Elle contrôle les routes vers le nord et domine la plaine de l'Armageddon. Au cours des siècles, plusieurs armées de l'Egypte ancienne, l'armée française dirigée par Napoléon ont traversé la plaine (aussi connue comme la plaine de Megiddo) et ont combattu à Nazareth dans les collines de Galilée. En 1918, cette plaine nommée plaine Esdraelon, a une importance stratégique. Elle relie la vallée du Jourdain et la plaine de Sharon 64 km (40 miles) derrière la ligne de front ottoman. Cette forteresse permet de contrôler les principales positions des VIIe et VIIIe armées ottomanes dans les monts de Judée.

### Situation des Alliés
Les puissances de l'Entente déclarent la guerre à l'Empire ottoman en novembre 1914. Au début de 1915 et en août 1916, les Ottomans, soutenus et conseillés par des officiers allemands, attaquent le canal de Suez, une zone stratégique pour la Grande-Bretagne qui permet de maintenir un lien fort entre la Grande-Bretagne et l'Inde, l'Australie et la Nouvelle-Zélande. Le général Murray, commandant de la Force expéditionnaire égyptienne, stoppe la progression des Ottomans à la bataille de Romani et les rejette sur Magdhaba et Rafa. Il occupe à nouveau le Sinaï assurant ainsi la sécurité du canal de Suez. Murray ordonne la construction d'une ligne de chemin de fer et de canalisation d'eau à travers le désert pour attaquer le sud de la Palestine. Les troupes britanniques combattent en mars et avril 1917 lors de la 1re et 2e bataille de Gaza mais sont repoussés par les troupes ottomanes.
En 1916, la révolte arabe contre l'empire ottoman éclate dans le Hedjaz. Elle est dirigée par Hussein ben Ali, chérif de La Mecque. Les troupes ottomanes défendent Médine, terminus du chemin de fer du Hedjaz. L'émir Fayçal, le fils de Hussein bin Ali, prend la tête d'une partie de l'armée chérifienne, accompagné par l'officier de liaison britannique TE Lawrence et poursuit au nord de Médine les actions de guérilla. En juillet 1917, L'émir Fayçal et les tribus bédouines conquièrent Aqaba. La capture du port permet aux Alliés d'apporter un soutien logistique aux forces de Fayçal et prive les Ottomans d'une position sur le flanc droit de la Force expéditionnaire égyptienne.
Le général Allenby succède au général Murray comme commandant de la Force expéditionnaire égyptienne avec pour mission de renouveler les offensives sur ce front. Il reçoit des renforts et brise les défenses ottomanes lors de la 3e bataille de Gaza. Il repousse une tentative ottomane de contre-attaque à la bataille de Mughar Ridge. Malgré des contre-attaques ottomanes, la Force expéditionnaire égyptienne parvient à capturer Jérusalem au cours de la 2e semaine de décembre 1917.
Après une pause de plusieurs semaines causée par le mauvais temps, utilisée pour réparer les voies de communication, Allenby attaque vers l'est et parvient à la prise de Jéricho en février 1918. Cependant en mars, les Allemands lancent leur offensive de printemps sur le front de l'Ouest, avec l'intention de vaincre les armées alliées en France et en Belgique. Allenby doit renvoyer des troupes en renfort. Il organise le départ de deux divisions, de 24 bataillons et de 9 régiments de yeomanry à pied vers le front occidental. Il se sépare également des chars en sa possession.
Le général Allenby maintient la pression sur les armées ottomanes. Il organise des raids avec les divisions montées et de l'infanterie en Jordanie. La première attaque permet de couper quelque temps la voie ferrée du Hedjaz près d'Amman, puis les troupes britanniques se replient. Dans la seconde attaque, les troupes d'Allenby capturent Salt sur la route d'Amman, mais doivent se replier lorsque leurs lignes de communication sont menacées. Malgré ces échecs relatifs, Allenby parvient à mettre en place deux têtes de pont au-delà du Jourdain au nord de la mer Morte qui sont conservées.

### Situation des Ottomans
Le groupe d'armées Yıldırım (Yıldırım traduit approximativement par « coup de foudre ») forme les troupes principales de Palestine. Ce groupe, comprenant les 7e et 8e armées ottomanes et l'Asien-Korps allemand, est initialement formé pour reprendre Bagdad capturée par les Britanniques. Il est détourné vers la Palestine pour bloquer la progression britannique vers Jérusalem. Le commandant du groupe d'armées est le général allemand Erich von Falkenhayn. Il souhaite organiser une défense élastique plutôt que de tenir des positions à tout prix. Il est également prêt à se replier pour raccourcir ses lignes de communication et réduire le besoin de garnisons statiques. Il est impopulaire parmi les officiers ottomans qui lui reprochent de se reposer exclusivement sur des officiers allemands plutôt qu'utiliser des officiers ottomans et qui lui reproche également d'être responsable des  défaites de Gaza et de Jérusalem. Le 8 mars 1918, Falkenhayn est remplacé par le général allemand Otto Liman von Sanders qui a commandé la défense ottomane pendant la campagne de Gallipoli. Von Sanders considère que poursuivre la retraite en Palestine va démoraliser les troupes, épuiser les animaux de trait et encourager la propagation de la révolte arabe plus au nord au cœur de l'Empire Ottoman. Un repli entraîne également l'isolement des troupes encore présentes dans le sud dans le Hedjaz. Il stoppe la retraite des troupes. elles organisent défensivement le terrain pour résister aux troupes britanniques. Les troupes ottomanes repoussent les tentatives de progression d'Allenby à travers la Jordanie.
Jusqu'à la fin du mois de septembre 1918, la situation stratégique de l'Empire ottoman semble être meilleure que celle des autres puissances centrales. Leurs forces militaires en Mésopotamie résistent aux troupes indiennes. Dans le Caucase, les troupes ottomanes ont reconquis l'Arménie occidentale et une partie de la Géorgie tandis que l'Armée islamique du Caucase, réunissant des éléments ottomans et musulmans caucasiens, est en train de s'emparer de l'Azerbaïdjan et d'atteindre la mer Caspienne. Liman von Sanders compte reproduire la défense réalisée sur la presqu’île de Gallipoli pour détruire l'invasion britannique en Palestine.
Cependant, certains commandants s'inquiètent d'une attaque sur le front de Palestine. Les troupes ne sont pas assez nombreuses pour réaliser une défense statique, ils souhaitent replier les troupes car une percée laisserait les troupes ottomanes sans avantages tactiques. Liman von Sanders persiste dans ses choix.

### Réorganisation des troupes alliées
Au cours de l'été 1918, les forces du général Allenby sont reconstituées. Les 4e et 5e divisions de cavalerie de l'armée britannique des Indes arrivent du front occidental. Un régiment britannique de yeomanry est intégré dans cinq de leurs six brigades. La 3e (Lahore) division d'infanterie indienne et la 7e (Meerut) division d'infanterie indienne sont transférées du front de Mésopotamie pour remplacer les deux divisions envoyées sur le front occidental. Les 10e, 53e, 60e et 75e divisions d'infanterie de la Force expéditionnaire égyptienne d'Allenby sont réformées sur le modèle de l'armée indienne britannique : trois bataillons sont formés de soldats Indiens et un bataillon est composé de soldats britanniques pour chaque brigade, sauf dans une brigade de la 53e division qui est composée d'un bataillon sud-africain et de trois bataillons indiens. La 54e division d'infanterie britannique restante conserve sa composition britannique et dispose d'un détachement de la taille d'une brigade de troupes françaises d'Afrique du Nord et de troupes arméniennes.
La réorganisation de la Force expéditionnaire égyptienne se déroule lors d'une période relativement calme sur le front, seules quelques attaques locales sont réalisées dans les collines de Judée. Le 19 juillet 1918, les Ottomans et les Allemands déclenchent une brève attaque à Abu Tellul en Jordanie, ils sont repoussés par les régiments des Australian Light Horse avec de fortes pertes, notamment pour le XIe bataillon de chasseur de réserve allemand qui est ensuite retiré de Palestine.

### L'armée chérifienne
Pendant la réorganisation des troupes du général Allenby, l'Armée chérifienne (une composante de la Révolte arabe) opère à l'est du Jourdain sous la direction l'émir Fayçal. Le quartier-général de Fayçal est à Aba el Lissan, à environ 24 km (15 miles) au sud-ouest de la position ottomane de Ma'an. Son armée reçoit le soutien des Britanniques par le port d'Aqaba. Ce soutien comprend des officiers de liaison, des détachements de véhicules blindés, des mitrailleurs indiens et une batterie d'artillerie de montagne algérienne française, 2 000 chameaux provenant de trois bataillons mis à pied de l'Imperial Camel Corps, des armes, des munitions et surtout de l'argent (presque toujours en pièces). À la mi-1916, la subvention mensuelle est de 30 000 £. Au moment de la bataille de Megiddo, cette subvention mensuelle est de 220 000 £.
Les 4 000 soldats réguliers de l'armée chérifienne maintiennent le siège de la garnison ottomane à Ma'an après une attaque infructueuse sur Al-Samna plus tôt dans l'année. Ces soldats sont commandés par Jaafar Pacha, un ancien officier ottoman envoyé en Égypte pour mener une rébellion contre les Britanniques. Une fois capturé, cet officier rejoint la révolte arabe. La plupart des soldats formant cette armée sont d'anciens conscrits arabes dans l'armée ottomane qui ont déserté ou, comme Jaafar, ont changé de camp après leur capture.
Pendant ce temps, les troupes irrégulières arabes attaquent le chemin de fer du Hedjaz de Aba-el-Lissan à Aqaba. Ces troupes sont souvent accompagnées de TE Lawrence et d'autres officiers de liaison britanniques. Au cours des semaines qui ont suivi l'échec de la deuxième attaque d'Allenby sur le Jourdain, elles ont démoli 130 km (80 miles) de la ligne autour de Mudawara, à l'est d'Aqaba. Cette action bloque la ligne de chemin de fer pendant un mois et stoppe les opérations ottomanes autour de Médine.
« Je n'ai pas un seul instant dénigré le bon nom de Lawrence, ni nuit à son rôle dans la « révolte arabe » en Arabie pour harceler les Turcs, en faisant sauter des trains, etc, mais quand est venu le temps de la coopération avec les forces d'Allenby, les troupes arabes avec Lawrence n'ont pu avoir qu'un rôle de nuisance pour les Turcs. »
Rex Hall 5e Light Horse Brigade

## Contexte

### Le plan d'Allenby
Le général Allenby a pour projet de percer l'extrémité ouest de la ligne ottomane dans une zone où le terrain est favorable à des opérations de cavalerie. Les unités de cavalerie doivent passer dans la brèche pour s'emparer d'objectifs en profondeur à l'arrière du front et pour isoler les VIIe et VIII armées ottomanes.
Une opération préliminaire est demandée à l'armée chérifienne. Le 16 septembre, elle est chargée d'attaquer la jonction ferroviaire à Daraa afin d'interrompre les lignes ottomanes de communication et d'induire en erreur le quartier-général de Yıldırım.
Les deux divisions du 20e corps d'armée britannique, commandé par le lieutenant-général Philip Chetwode, exécutent une attaque nocturne dans les collines de Judée le 18 septembre. Cette attaque doit attirer l'attention des Ottomans dans le secteur de la vallée du Jourdain mais également permettre de prendre des points défensifs ottomans d'où il sera possible de bloquer les lignes de retraite à travers la Jordanie. Lorsque l'offensive principale du 21e corps d'armée et du Desert Mounted Corps est déclenchée, le 20e corps est chargé de bloquer la ligne de retraite de Naplouse à Jisr ed Damieh à travers la Jordanie et si possible capturer le quartier-général de la VIIe armée ottomane à Naplouse.
L'action principale est réalisée sur la côte sur un front de 13 km (8 miles) le 19 septembre par quatre divisions d'infanterie du 21e corps d'armée, commandé par le lieutenant-général Edward Bulfin (en). La cinquième division du 21e corps (la 54e division) doit intervenir après la première percée pour attaquer une nouvelle fois. Une fois la percée réalisée, le 21e corps, avec la 5e Light Horse Brigade rattachée au 21e corps, doit progresser pour capturer le quartier-général de la VIIIe armée ottomane à Tulkarem, capturer la ligne de chemin de fer par laquelle la VIIe et la VIIIe armée ottomane sont ravitaillées et le nœud ferroviaire important de Messudieh.
Le mouvement stratégique est réalisé par le Desert Mounted Corps, commandé par le lieutenant-général Henry Chauvel (en). Ses trois divisions montées sont massées derrière les trois divisions d'infanterie formant la gauche du 21e corps. Dès que les troupes du 21e corps percent les défenses ottomanes, le Desert Mounted Corps doit se diriger vers le nord pour et atteindre les voies d'accès au Mont Carmel avant les troupes ottomanes puis s'emparer des centres de communication d'Afoula et Beït Shéan. Ces points de communication sont situés dans le rayon d'action de 97 km (60 miles) de la cavalerie. Cette distance correspond à la distance maximale parcourue par des unités montées avant d'être contraintes d'arrêter pour se reposer et pour obtenir de l'eau et du fourrage pour les chevaux. Si ces différents points sont capturés, les lignes de communication et de retraite de toutes les troupes ottomanes à l'ouest du Jourdain seront coupées.
Enfin un détachement de 11 000 hommes, composé de la division montée de l'ANZAC, de la 20e brigade d'infanterie indienne, de deux bataillons du British West Indies Regiment (en) et deux bataillons de volontaires juifs des Royal Fusiliers, commandé par le major général Edward Chaytor doit capturer le pont Jisr ed Damieh pont dans un mouvement de tenailles. La capture de ce pont va perturber une importante ligne de communication entre les armées ottomanes sur la rive ouest du Jourdain et la IVe armée ottomane à Salt. Cette prise est un préalable à la capture de Salt et d'Amman par les forces de Chaytor.

### L'intoxication des Ottomans par les Alliés
La surprise, la vitesse et la concentration des troupes sont des éléments clés dans les opérations militaires prévues par Allenby. Le secret est un facteur essentiel comme il l'avait été lors de la bataille de Beer-Sheva l'année précédente. Une crainte des Britanniques est un retrait des troupes ottomanes du secteur côtier, rendant l'attaque inutile. Les troupes britanniques tentent alors de persuader les troupes ottomanes que la prochaine attaque de l'Entente se déroulerait dans la vallée du Jourdain. Ainsi tous les mouvements de troupes ou de véhicules en direction ouest de la vallée du Jourdain vers la côte méditerranéenne sont réalisés pendant la nuit alors que tous les mouvements vers l'est le sont pendant la journée. La division montée de l'ANZAC détachée du corps d'armée monté simule dans la vallée du Jourdain l'activité de l'ensemble du corps d'armée monté. Les troupes défilent ouvertement vers la vallée en journée et sont déplacées par camion la nuit pour recommencer leur mouvement le lendemain. Les véhicules et les mulets traînent des herses le long des voies de communication pour soulever des nuages de poussière et simuler d'autres mouvements de troupes. Des camps factices sont construits, un hôtel à Jérusalem est ostensiblement réquisitionné pour devenir le quartier-général de la Force expéditionnaire égyptienne.
Pendant ce temps, le 2e bataillon (britannique) de l'Imperial Camel Corps rejoint les irréguliers arabes lors d'un raid à l'est du Jourdain. Ils capturent et détruisent la gare de Mudawara et coupent la voie ferrée du Hedjaz. Ils montent ensuite une reconnaissance près d'Amman et dispersent des documents et des vivres comme preuve de leur passage. Lawrence envoie des agents acheter de grandes quantités de fourrage dans cette même zone. Enfin les journaux britanniques et les messages sont remplis de rapports signalant une réunion de courses pour le 19 septembre, le jour du début de l'attaque.
Les tentatives d'intoxication d'Allenby n'ont pas modifié de façon importante la localisation des forces de Liman von Sanders. Allenby est capable de concentrer une force supérieure au XXIIe corps d'armée ottoman dans un rapport de 1 pour 5 pour l'infanterie et davantage encore pour l'artillerie sur la partie méditerranéenne du front où doit se dérouler l'attaque principale, sans être détectée par les Ottomans. Le 9 juin, des unités de la 7e division (Meerut) ont capturé deux collines à proximité de la côte, privant les Ottomans de deux points d'observation importants donnant sur le pont au nord du camp allié de Nahr-el-Auja. En outre, les Royal Engineers ont créé une école de pontage sur le Nahr-al-Auja beaucoup plus tôt dans l'année, de sorte que l'apparition soudaine de plusieurs ponts à travers la rivière la veille de l'attaque n'ont pas alerté les observateurs ottomans.

### Supériorité aérienne alliée
Les tentatives d'intoxication auraient échoué sans la suprématie aérienne des forces de l'Entente en Palestine et en Jordanie. Les escadrons de la Royal Air Force et l'Australian Flying Corps sont en supériorité numérique et surclassent les avions de l'Empire ottoman et allemand détachés en Palestine. Au cours des semaines précédant l'attaque de Megiddo, l'activité aérienne des Ottomans et des Allemands baisse sensiblement. Au mois de juin, les avions allemands et ottomans franchissent les lignes de front britannique plus de 100 fois, en utilisant la tactique du tip-and-run à une altitude de 4 900-5 500 m (16 000-18 000 pieds). La dernière semaine d'août, ce nombre de franchissement chute à 18, puis à 4 lors des trois semaines suivantes de septembre. Pendant les 18 jours précédents la bataille, seulement deux ou trois avions allemands ont pu voler. Les avions de reconnaissance ottomans et allemands ne peuvent plus décoller sans être engagés par les chasseurs britanniques ou australiens et ne peuvent visualiser les concentrations réelles dans les oliveraies et les plantations d'orangers.

### Préparation des Ottomans
La VIIIe armée ottomane dirigée par Jevad Pacha du groupe d'armées Yildirim occupe un front compris entre la côte méditerranéenne et les monts de Judée. Elle est formée de cinq divisions (dont l'une arrive à Tire Et à quelques miles derrière la ligne de front), d'une division de cavalerie et du détachement allemand « Pacha II » équivalent à un régiment. La VIIe armée ottomane, dirigée par Mustafa Kemal Pacha, occupe le front entre les monts de Judée et le Jourdain formé de quatre divisions et d'un régiment allemand. La IVe armée ottomane dirigée par Jemal Pacha Mersinli est divisée en deux groupes : un groupe fait face aux têtes de pont des forces d'Allenby sur le cours du Jourdain formé de deux divisions, le 2e groupe défend Amman et Ma'an et le chemin de fer du Hedjaz contre les attaques des forces arabes avec deux divisions, une division de cavalerie et quelques détachements divers.
En août 1918, le groupe d'armées Yildirim possède en première ligne de 40 598 fantassins, 19 819 fusils, 273 mitrailleuses légères et 696 mitrailleuses lourdes et 402 canons.
Bien que les Ottomans ont une bonne estimation de l'effectif total des troupes alliées, Liman von Sanders manque de renseignements sur les plans d'Allenby. Il est contraint de répartir ses forces uniformément sur toute la longueur du front. Il place la plus grande partie de ses forces combattantes en première ligne. Les seules réserves opérationnelles des armées ottomanes sont deux régiments allemands et deux divisions de cavalerie en sous-effectif. Plus en arrière, il n'existe pas de réserves stratégiques mis à part des « régiments de dépôt », qui ne sont pas organisés comme des unités de combat et des garnisons dispersées sur les lignes de communication.

## Offensive

### Attaques initiales
Le 16 septembre 1918, les tribus arabes sous la direction de TE Lawrence et de Nouri Saïd commencent à détruire les lignes de chemin de fer autour du centre ferroviaire de Daraa, à la jonction du chemin de fer du Hedjaz qui fournit des ressources à l'armée ottomane à Amman et du chemin de fer de Palestine qui fournit les ressources aux armées ottomanes en Palestine. Les troupes initiales de Lawrence, formées d'une unité du Camel Corps de l'armée de Fayçal, d'une unité du Camel, de mitrailleurs Gurkhas, de véhicules blindés britanniques et australiens et d'artillerie de montagne française sont rejointes par 3 000 Ruwallah et de tribus Howeitat sous le commandement de chefs de guerre comme Auda Abu Tayi et Nuri es-Shaalan. Le général Allenby ordonne à Lawrence de perturber les communications autour de Deraa pendant une semaine. De son côté Lawrence ne souhaite pas immédiatement un soulèvement majeur de la région. Toutefois, pour parer à d'éventuelles représailles ottomanes, un nombre croissant de tribus locales prennent spontanément les armes..
Les Ottomans ont réagi en envoyant la garnison d'Al-Afuleh pour renforcer Daraa. Les unités du corps de Chetwode procèdent à des attaques dans les collines au-dessus de la Jordanie les 17 et 18 septembre. La 53e division tente de s'emparer de territoires où passent le réseau routier derrière les lignes de front ottomans. Certains objectifs sont capturés, mais une position connue par les Britanniques comme « Nairn Ridge » est défendue par les Ottomans jusqu'au 19 septembre. Une fois cette position prise, des routes peuvent être construites pour relier les réseaux routiers britanniques aux réseaux nouvellement capturés.
Juste avant l'attaque, un déserteur indien avertit les Ottomans sur l'imminence d'une attaque. Refet Bele (en), le commandant du XXIIe corps d'armée (en) de l'Empire ottoman sur le flanc droit de la VIIIe armée, souhaite replier ses troupes mais ses supérieurs Jevad Pasha, le commandant de la VIIIe armée ottomane et Liman von Sanders qui craint que le déserteur ne soit un élément de bluff du renseignement lui interdisent de le faire.
À 1h00 le 19 septembre, un unique avion bombardier lourd Handley Page O/400 de la brigade de la RAF Palestine délivre son chargement de 16 bombes de 51 kg (112 livres) sur le central téléphonique principal et sur la gare d'Al-Afuleh. Ce bombardement coupe les communications entre le quartier-général de Liman von Sanders à Nazareth et les quartiers-généraux des VIIe et VIIIe armées ottomanes pendant les deux jours suivants durant la bataille de Mediggo. Les avions DH.9 de l'escadron 144 bombardent le central téléphonique d'El Afule, la gare de Messudieh jonction ferroviaire ainsi que l'état-major de la VIIe armée ottomane et le centre téléphonique à Naplouse.

### Rupture du front ottoman
À 4h30, l'attaque principale du 21e corps d'armée est déclenchée. Un barrage de 385 canons, formé de l'artillerie divisionnaire de cinq divisions, de cinq batteries de canons de 60 livres (en), de 13 batteries d'obusiers moyens, de sept batteries de la Royal Horse Artillery, de 60 mortiers de tranchée et deux destroyers au large de la côte s'abat sur les VIIe et XXe divisions ottomanes sur les postes de défense de première ligne à Nahr el Faliq. Le barrage d'artillerie évolue vers un barrage léger à 4h50, l'infanterie britannique et indienne avance rapidement et franchit la ligne de front ottomane. En quelques heures, le Desert Mounted Corps se déplace vers le nord le long de la côte mais l'absence de réserves ottomanes permet ce mouvement.
« À partir de 10h, une observation aérienne ennemie aurait vu, si cela avait été disponible, en survolant la plaine de Sharon un spectacle remarquable - quatre-vingt quatorze escadrons, disposés dans une grande largeur et en profondeur, se hâtant vers l'avant sans relâche pour une mission décisive - une mission dont tous les cavaliers ont rêvé, mais seuls quelques-uns ont le privilège d'y participer. »
Lieutenant Colonel Rex Osborn dans Le Journal de cavalerie.
À la fin de la journée, la 60e division d'infanterie sur le flanc gauche du 21e corps d'armée atteint Tulkarem. Les restes de la VIIIe armée ottomane sont en déroute, mitraillés lors d'attaques aériennes de chasseurs Bristol F.2 du 1er escadron australien. Les restes de cette armée fuient par le défilé de Messudieh et dans les collines à l'est, couverts par une arrière-garde hâtivement organisée. Jevad Pacha, le commandant de la VIIIe armée, a pris la fuite. Mustafa Kemal Pacha au quartier-général de la VIIe armée ottomane est incapable de reprendre le contrôle des troupes de la VIIIe armée.
Tout au long de la journée, la RAF empêche tout avion allemand basé à Jénine de décoller et d'interférer avec les opérations terrestres britanniques. Par binômes, les avions S.E.5 des 111e et 145e escadrons, armés de bombes, survolent l'aérodrome allemand à Jénine toute la journée du 19 septembre. À chaque fois qu'ils repèrent un mouvement sur le terrain, ils bombardent l'aérodrome. Chaque paire d'avions est relevée toutes les deux heures, mitraillant les hangars allemands avant leur départ.

### Encerclement de deux armées ottomanes

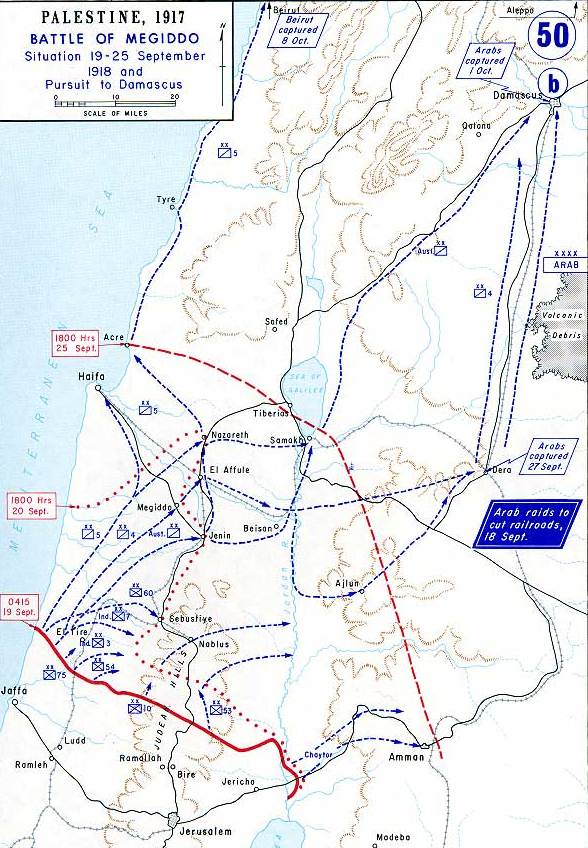
Progression de la bataille, 19 – 24 septembre 1918

À l'aube du 20 septembre 1918, le Desert Mounted Corps sécurise les défilés du mont Carmel. La 4e division montée du Desert Mounted Corps traverse les défilés et capture Afulah et Beit Shean, elle fait prisonnier la majeure partie des deux régiments de dépôt. Une brigade de la 5e division montée attaque Nazareth où se trouve le quartier-général de Liman von Sanders, ce dernier parvient à échapper à la capture. Dans l'après-midi une brigade de la division montée australienne occupe Jénine et capture de nombreux Ottomans en retraite. La 15e brigade cavalerie de la 5e division montée capture le port de Haïfa le 23 septembre.
Lorsque les forces d'Allenby se retrouvent confrontées à la VIIe armée de Mustafa Kemal à Naplouse, Kemal décide qu'il n'a pas suffisamment d'hommes pour combattre les forces britanniques. Le chemin de fer étant bloqué, la seule voie de retraite de la VIIe armée est la route entre Naplouse et Beisan passant par Wadi Fara dans la vallée du Jourdain.
De nombreux chariots et d'affûts de canon du groupe d'armée Yildirim sont détruits par des avions de l'EEF sur la route entre Naplouse et Beisan. Dans la nuit du 20 au 21 septembre la VIIe armée commence à évacuer Naplouse. Elle représente la dernière force ottomane combattante à l'ouest du Jourdain, des combats d'arrière-garde des troupes ottomanes empêchent le 20e corps d'armée britannique de Chetwode de couper sa retraite. Le 21 septembre, la VIIe armée est repérée par des avions dans un défilé à l'ouest du Jourdain. La RAF procède à un bombardement qui détruit toute la colonne. Des vagues de bombardements et de mitraillages se succèdent sur la colonne toutes les trois minutes et même si l'opération est prévue durer cinq heures, la VIIe armée quitte la zone en 60 minutes. Les véhicules et le matériel abandonné s'étendent sur 9,7 km (6 miles). La cavalerie britannique retrouve plus tard 87 fusils, 55 camions, 4 voitures, 75 charrettes, 837 charrettes à quatre roues et des dizaines de citernes d'eau et de cuisines roulantes détruits ou abandonnés sur la route. De très nombreux soldats ottomans sont tués, les survivants sont dispersés sans chef. Lawrence écrit plus tard que « la RAF a perdu quatre tués. Les Turcs ont perdu un corps d'armée ».
Au cours des quatre jours suivants, la 4e division de cavalerie et la division montée australienne rassemblent un grand nombre de soldats ottomans démoralisés et désorganisés dans la vallée de Jezreel. Beaucoup de soldats ottomans survivants qui traversent la Jordanie sont attaqués et capturés par les Arabes lorsqu'ils s'approchent ou tentent de contourner Daraa.
Liman von Sanders déploie une arrière-garde pour tenir Samakh à l'extrémité méridionale du lac de Tibériade. Cette ville doit devenir le centre d'une ligne défensive ottomane s'étendant de la vallée de la Houla à Daraa. À l'aube du 25 septembre, une charge d'un régiment et demi de cavalerie australienne, suivie d'un intense combat au corps à corps, permet la capture de la ville. Cette victoire perce définitivement la ligne ottoman et entraîne la fin de la bataille de Sharon (en).

### Combats dans les Monts de Judée

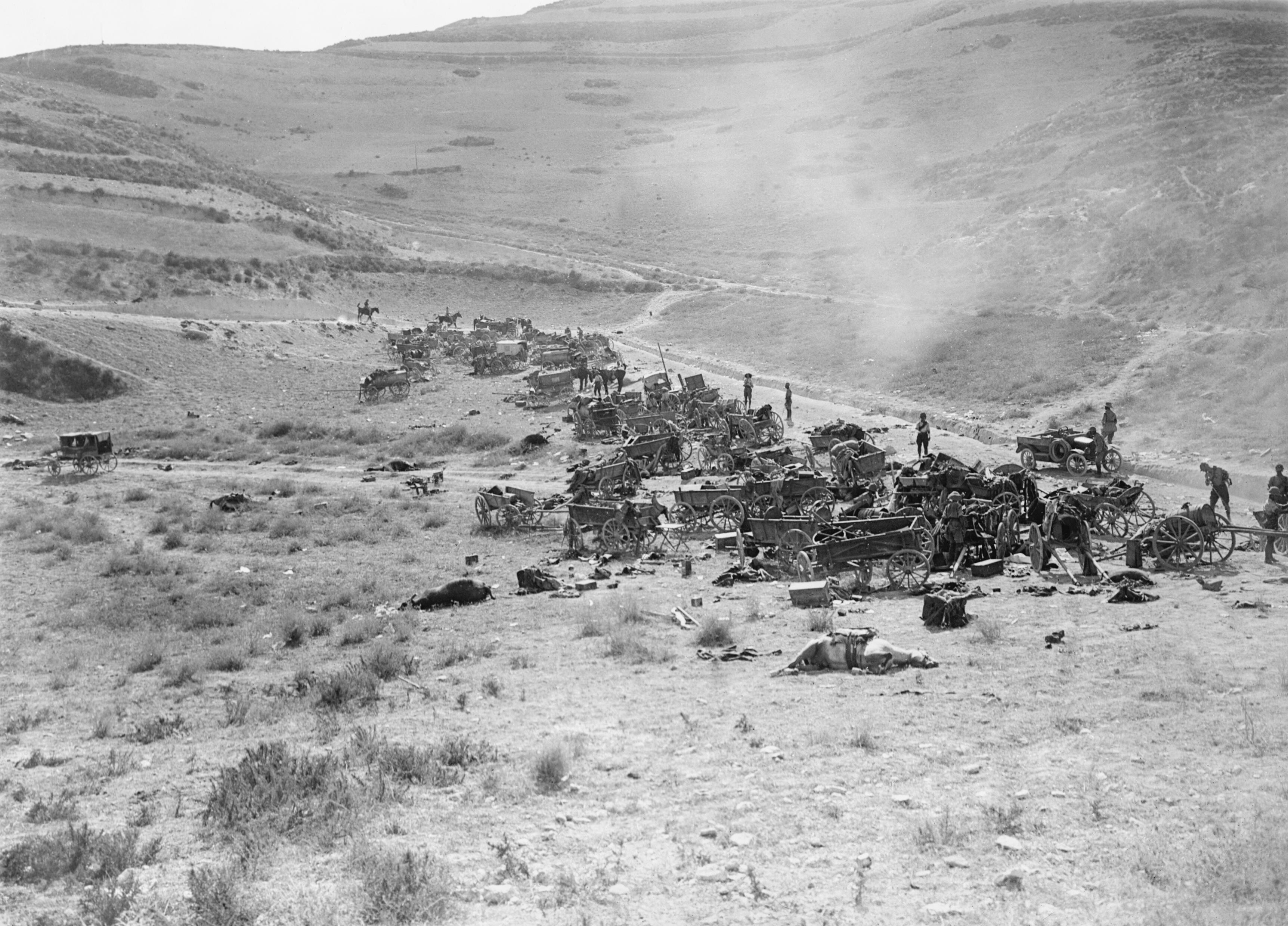
Transports ottomans détruits par l'aviation alliée.

Une fois les objectifs du Desert Mounted Corps et du 21e corps atteints, les unités du 20e corps reprennent leur avance. Naplouse est capturée vers midi le 21 septembre par la 10e division soutenue par la 5e brigade de cavalerie légère australienne. La 53e division britannique stoppe sa progression vers la route de Wadi el Fara quand les Ottomans en retraite sont détruits par les attaques aériennes.

### Opérations autour de Daraa
Des avions allemands et turcs continuent d'opérer à partir de Daraa, harcelant les irréguliers et les insurgés arabes qui attaquent les lignes de chemin de fer et les détachements isolés ottomans. Par une demande de Lawrence, des avions britanniques commencent à opérer à partir de pistes d'atterrissage de fortune à proximité d'Um el Surab le 22 septembre. Trois chasseurs Bristol F.2 abattent plusieurs avions allemands. Le Handley Page 0/400 convoie de l'essence, des munitions et des pièces de rechange pour les chasseurs, avec deux Airco DH.9 ils bombardent l'aérodrome de Daraa tôt le 23 septembre et les abords de Mafraq la nuit suivante.

### Prise d'Amman
Le 22 septembre, sur le côté ouest du Jourdain, la 53e division ottomane est attaquée à son quartier-général près de la route de Wadi el Fara par des unités de la Force de Meldrum. Cette force se compose de la brigade montée néo-zélandaise (commandée par le Brigadier-général W. Meldrum), de l'escadron de mitrailleuses, des sections montées des 1re et 2e British West Indies Regiment, des batteries le 29 Indian Mountain batterie et Ayrshire (ou Inverness) Batterie RHA . La force de Meldrum capture le commandant de la 53e division, son quartier-général et 600 prisonniers, avant de vaincre une arrière-garde ottomane pour prendre le pont Jisr ed Damieh.
La IVe armée ottomane reste sur ses positions jusqu'au 21 septembre. Elle n'est apparemment pas au courant de la destruction des armées ottomanes à l'ouest du Jourdain jusqu'à ce que des soldats en retraite l'atteigne. Ce jour-là, Liman von Sanders ordonne à la IVe armée de se retirer sur Daraa et Irbid, à environ 29 km (18 miles) à l'ouest. La IVe armée commence à se retirer de la Jordanie et d'Amman le 22 septembre. La retraite est de plus en plus désordonnée du fait d'attaques au sol d'avions britanniques et australiens le 23 septembre qui causent de lourdes pertes aux troupes en retraite sur les routes entre Salt et Amman. Le même jour, la Force de Chaytor avance à travers le Jourdain pour capturer Salt.
Le 25 septembre, les troupes ottomanes quitte Amman en train et atteignent Mafraq, elles ne peuvent pas aller plus loin car la ligne de chemin de fer est détruite. Elles sont attaquées par des moyens aériens lourds qui causent de nombreuses victimes et beaucoup de désorganisation. De nombreux soldats ottomans s'enfuient dans le désert, mais plusieurs milliers gardent leur cohérence. Ils abandonnent les moyens de transport à roues, ils continuent à se replier vers Daraa dans le nord, à pied ou à cheval, sous des attaques aériennes continuelles.
La Force de Chaytor capture Amman le 25 septembre. La garnison ottomane de Ma'an essaie de se replier vers le nord mais elle trouve sa ligne de retraite bloquée à Ziza, au sud d'Amman. Elle se rend en totalité à la division montée néo-zélandaise le 28 septembre plutôt que de risquer des exécutions sommaires en cas de capture par les irréguliers arabes.

## Conséquences

### Prise de Damas
Allenby ordonne à sa cavalerie de traverser le Jourdain, pour capturer Daraa et Damas. Pendant ce temps, la 3e (Lahore) division longe la côte pour atteindre Beyrouth et la 7e (Meerut) division se dirige vers Baalbek dans la vallée de la Bekaa où se trouvent les dépôts ottomans les plus reculés et les camps de troupes de renfort.
Le 27 septembre, la 4e division montée atteint Daraa, déjà abandonnée aux forces arabes, puis s'avance avec eux vers le nord en direction de Damas. Les troupes ottomanes au cours de leur retraite commettent plusieurs atrocités sur des villages arabes hostiles. En représailles, les forces arabes ne font pas de prisonniers. Presque toute une brigade ottomane (avec quelques Allemands et quelques Autrichiens) est massacrée près du village de Tafas le 27 septembre, son commandant Djemal Pacha échappe de justesse à l'exécution. Les Arabes répètent les exécutions le lendemain, ils perdent quelques centaines d'hommes et exécutent près de 5 000 Turcs au cours de ces deux journées.
La 5e division montée et la division montée australienne se dirigent du plateau du Golan vers Damas. Elles combattent à Benat Yakup, à Kuneitra, à Sasa et à Katana, avant d'atteindre et de fermer les communications du nord et du nord-ouest de Damas, le 29 septembre. Le 30 septembre, les Australiens bloquent la garnison de Damas qui tentent de se replier à travers les gorges Barada. Damas est capturée le lendemain, les Alliés capturent 20 000 prisonniers. Djemal Pacha s'enfuit, ayant échoué à insuffler la résistance au sein de la garnison.
Au cours des opérations commençant avec la bataille de Megiddo et se terminant avec la chute de Damas, 75 000 soldats ottomans sont faits prisonniers.

### Poursuite vers Alep
Après la chute de Damas, la 5e division montée et quelques détachements de l'Armée chérifienne avancent au nord par la Syrie, ils s'emparent d'Alep le 26 octobre. Ils avancent ensuite vers Mouslimmiye où Mustafa Kemal (qui remplace Liman von Sanders à la tête du commandement du groupe d'armée Yıldırım) rallie quelques troupes au quartier-général du XXIIe corps. Kemal tient ses positions jusqu'au 31 octobre, date de la signature de l'armistice de Moudros.

## Bilan

Automitrailleuse patrouillant dans les collines autour de Samarie, 1918

« Je désire transmettre à tous les grades et toutes les armes de la Force expéditionnaire égyptienne sous mon commandement, mon admiration et mes remerciements pour leurs grands exploits de la semaine passée, pour leur bravoure et leur détermination, qui ont abouti à la destruction totale de la VIIe et la VIIIe armée turque opposées à nous. Une telle victoire complète a rarement été vue dans toute l'histoire de la guerre. »
E.H.H. Allenby, général commandant en chef de la Force expéditionnaire égyptienne, 26 septembre 1918.
La bataille de Megiddo est « brillante dans l'exécution comme dans sa conception ». Elle n'a pas d'équivalent sur le front de l'Ouest en France ou sur tout autre front au cours de la guerre, une réussite équivalente se reproduira lors de la Blitzkrieg de 1939.
Edward J. Erikson, un historien spécialiste de l'armée ottomane, écrit plus tard : « La bataille des Plaines de Naplouse (ou bataille de Megiddo) est équivalente au jour noir de Ludendorff de l'armée allemande quant à l'effet qu'elle a eu sur le moral de l'état-major turc. Il est devenu évident pour tous que les Turcs ne peuvent poursuivre la guerre. Malgré de grandes victoires en Arménie et en Azerbaïdjan, la Turquie est maintenant indéfendable, sans ressources militaires immédiates. Dans le même temps, l'armée bulgare est détruite sur le front de Salonique, l'armée austro-hongroise est en pleine dissolution marquant la défaite des Empires centraux. À partir de maintenant et jusqu'à l'armistice de Moudros, la stratégie turque est de conserver le maximum de territoire sous contrôle turc. »
La bataille de Megiddo a abouti à honorer les unités britanniques, des Dominions et des forces de l'Empire qui ont participé à la bataille. Les honneurs de bataille pour les batailles subsidiaires de Sharon et de Naplouse sont également décernés aux troupes combattantes.
La foi bahá'íe a, en 1918 comme aujourd'hui, son centre administratif et spirituel dans les environs de Haïfa. Comme conséquence directe des événements de la bataille, le chef de la Foi bahá'íe à l'époque est protégé après que des menaces de mort soient proférées contre lui. De plus Abdu'l-Baha partage les ressources accumulées dans les magasins pour lutter contre la famine générée par le chaos social provoqué par la guerre. Il est anobli par l'Empire britannique mais il n'utilisera jamais son titre. En plus des implications pratiques, les baha'is croient que la bataille est une réponse aux prophéties de la bataille d'Armageddon, ils considèrent que ces prophéties sont accomplies.